# Протистояння (фільм, 1985)
«Протистояння» (рос. Противостояние) — радянський п'ятисерійний телевізійний художній фільм, поставлений на кіностудії «Ленфільм» у 1985 році режисером Семеном Арановичем за однойменним романом  Юліана Семенова.
Сюжет фільму ґрунтується на реальному факті, що мав місце в середині 1960-х років в Магадані. Таксист Гацько вбив старателя Мельчакова, забрав у нього акредитив і, звільнившись, виїхав зі своєю знайомою Петровою на Велику землю. Там він отримав гроші вбитого в ощадкасі. Крім обставин справи, звертають на себе увагу збіги прізвищ і населених пунктів, де відбувалися події — Гончаков-Мельчаков, Петрова, Коканд, Сочі й тому подібне. Однак колабораціоністське минуле вбивці є художнім вимислом Юліана Семенова.

## Сюжет
Сюжет фільму зав'язаний на двох тимчасових пластах. Перший з них відноситься до 1979—1980 років, протікаючи головним чином на території СРСР; другий — до років Німецько-радянської війни, при цьому він зачіпає лінію фронту і територію Німеччини.
Один з пасажирів таксі, лінгвіст Георгій Петрович Козел, що повертається з аеропорту в північне місто Нардин (в романі Юліана Семенова — Магаран), знаходить в кущах мішок, зав'язаний на дивний вузол, а в мішку — розчленований труп. До справи підключається відділ карного розшуку з особливо важливих справ Головного управління карного розшуку МВС СРСР під керівництвом полковника міліції Костенко. За відбитками пальців експертам вдається ідентифікувати загиблого — Михайла Гончакова, зниклого восени 1979 року. Відсіявши кількох підозрюваних — рецидивіста Загібалова і колишнього кримінальника Спиридона Калиновича Дерябіна — сищики встановлюють, що Гончаков поїхав на таксі. Однак знайти водія таксопарку Григорія Міленка теж не виходить. В ході слідства з'ясовується, що морський піхотинець Міленко пропав безвісти в березні 1945 року під Бреслау. За відбитками пальців, знайдених в Нардині і картотеці зрадників, які вчинили злочини під час війни, криміналісти НДР встановлюють особу лже-Міленка. Це уникнувший покарання поплічник нацистів Микола Кротов, який у вересні 1941 року під час битви за Київ перейшов на бік ворога, принісши з собою важко пораненого політрука — свого однокашника Георгія Козела.
Після роботи провокатором в таборах полонених Кротов (прізвисько — «Кротик») успішно пройшов курс експериментального лікування від заїкання в спеціальному госпіталі і відучився в розвідшколі, після чого виконував завдання диверсійно-терористичного характеру в радянському тилу. Одного разу він заліз в сейф своєї домогосподарки і коханки Грети Пікеданц, і та здала його поліції. Відбувши рік в концтаборі, Кротов виконав завдання Гестапо по винищенню жителів німецького села «радянським десантом», і його злочин було забуто. Під час боїв за Бреслау в березні 1945 року Кротов вбив своїх товаришів, переодягнувся в цивільний одяг, підстеріг і вбив на дорозі відставшого від свого взводу легкопораненого морпіха Григорія Міленка і далі жив під його личиною. Працюючи в нардинському таксопарку, він спокусився величезним золотим самородком, який Дерябін продав під час пиятики Гончакову, і вбив останнього. Але самородка при убитому не виявилося. Згодом Кротов вбив і свою спільницю і співмешканку Анну Петрову.
Зрадник Батьківщини і в рік Олімпіади, як і раніше небезпечний і невловимий. Він встиг відвідати своїх родичів в декількох містах Союзу і вкрасти свої фотографії з їх сімейних альбомів. У Смоленську він вступив в зв'язок з вдовою свого родича Ніною Кротовою. Міліції не вдається захистити її від кулі злочинця. Кротов виходить на зв'язок зі своїм колишнім спільником Лебедєвим, плануючи його вбити, проте Лебедєв боячись відплати за свої дії в роки війни в Батумі, вішається. Розуміючи, що Кротов вирішив піти за кордон з награбованими цінностями, міліція перекриває шляхи втечі. Розв'язка наступає в аеропорту, де у Кротова не витримують нерви: він захоплює заручницю і збирається захопити літак. Проникла на літак антитерористична група знешкоджує злочинця.

## У ролях
- Олег Басилашвілі —  Владислав Миколайович Костенко, полковник міліції, співробітник Головного управління карного розшуку МВС СРСР
- Андрій Болтнєв —  Микола Іванович Кротов, він же Григорій Васильович Міленко, зрадник Батьківщини
- Юрій Кузнєцов —  майор Олексій Іванович Жуков, начальник карного розшуку міста Нардина
- Мурман Джинорія —  майор Реваз Кардава, майор міліції, співробітник карного розшуку
- Віктор Гоголєв —  Георгій Козел-старший
- Володимир Парменов —  Григорій Дмитрович Загібалов
- Ельвіра Дружиніна —  Загібалова
- Олександр Казаков —  Спиридон Калинович Дерябін  (роль озвучив —  Вадим Яковлєв)
- Ольга Семенова —  журналістка Кіра Корольова
- Олександр Філіппенко —  Роман Кирилович Журавльов, ветеринар
- Віра Бикова-Піжель —  Діана Савеліївна Журавльова (Кузьміна), дружина Журавльова
- Ольга Самошина —  Дора Сергіївна Кобозєва («Дора-бульдозер»)
- Олег Пальмов —  Саков, знайомий Григор'єва
- Валерій Філонов —  Григор'єв, приятель Гончакова, кухар
- Аля Нікуліна —  дружина Григор'єва
- Єлизавета Нікіщихіна —  Щукіна, сусідка Петрової, біолог
- Станіслав Садальський —  Геннадій Ципкін
- Талгат Нігматулін —  Уразбаєв, капітан карного розшуку в Коканді
- Галина Макарова —  Клавдія Єгорівна Єфремова, тітка Петрової
- Костянтин (Коте) Махарадзе —  Серго Сухішвілі, полковник карного розшуку в Абхазії
- Юрій Ступаков —  Дмитро Іванович, генерал МВС
- Сергій Бехтерєв —  Олексій Кирилович Львов, друг Петрової в Адлері
- Арцрум Манукян —  Месроп Санамян, співробітник карного розшуку в Адлері  (роль озвучив —  Володимир Татосов)
- Ельвіра Колотухіна —  Галина Іванівна Кротова, прийомна дочка батьків Кротова
- Наталія Лабурцева —  Ніна Тимофіївна Кротова, працівник ювелірторгу в Смоленську, вдова двоюрідного брата М. І. Кротова
- Тамара Шемпель —  Ірина Григорівна Євсєєва, заступниця Кротова в ювелірторзі
- Марія Берггольц —  Олександра Євгенівна, вчителька Кротова
- Володимир Шайдук —  Гліб Гаврилович Юмашев, однокласник М. І. Кротова  (роль озвучив —  Ігор Єфімов)
- Володимир Старостін —  Єгор Євдокимович Нарцисов, дядько Кротова
- Микола Ферапонтов —  Михайло Гончаков («Міня»)  (роль озвучив — Валерій Захар'єв)
- Володимир Головін —  Ернест Васильович Лебедєв, колишній приятель Кротова, працівник рятувальної станції в Сухумі
- Вітаутас Паукште —  Пауль Келлер, військовий історик, який працює в архівах НДР
- Микола Боярський —  Федір Васильович Варенцов, начальник відділу кадрів на заводі
- Анатолій Гарічев — епізод
- Рудольф Челіщев —  унтершарфюрер, присутній при першому допиті Кротова
- Альберт Пєчніков — епізод
- Алла Текшина —  адміністратор в готелі
- Олександр Хазін — епізод
- Юрій Сєров — епізод
- Микола Муравйов —  полковник, працівник архіву МО СРСР
- Олексій Булдаков —  директор таксопарку в Нардині
- Нора Грякалова —  Варвара Дмитрівна, працівник відділу кадрів таксопарку в Нардині
- Світлана Костюкова —  медсестра в спецшколі абверу
- Анатолій Сливников —  сержант міліції в Нардині
- Тетяна Захарова —  Ірина Георгіївна, дружина Жукова, вчителька
- Галина Фігловська —  член міжнародної комісії, яка розслідує диверсію гестапо
- Ольга Лоцманова — епізод
- Володимир Рожин — епізод
- Валентин Головко —  секретар міськкому КПРС у Нардині
- Валерій Доррер — епізод
- Ігор Іванов —  приятель Кіри Корольової
- Наталія Акімова —  «Зіна», персонаж номера самодіяльності
- Андрій Краско —  «Іван», персонаж номера самодіяльності
- Андрій Красильников — епізод
- Леонід Тимцуник —  шеф гестапо
- Валерій Доронін — епізод
- Андрій Смоляков —  справжній Григорій Міленко  (роль озвучив —  Сергій Паршин)
- Анатолій Худолєєв — епізод
- Юзеф Мироненко —  Пастухов, брат Анни Петрової, штурман далекого плавання
- Лариса Умарова —  заступник директора взуттєвої фабрики зі збуту
- Пауль Рінне —  слідчий в Ризі
- Олександр Хрюков — епізод
- Жанна Хрюкова — епізод
- Лариса Соловйова —  заручниця
- Микола Дік —  міліціонер  (в титрах не вказано)
- Андрій Красильников (в титрах не вказано)
- Наталія Сайко —  Анна Кузьмівна Петрова, подруга Кротова
- Тетяна Шаркова — епізод (в титрах не вказано)

## Знімальна група
- Автор сценарію —  Юліан Семенов
- Режисер-постановник —  Семен Аранович
- Оператор-постановник —  Валерій Федосов
- Художник-постановник —  Володимир Свєтозаров
- Композитор —  Олександр Кнайфель
- Звукооператор —  Едуард Ванунц
- Редактор —  Юрій Холін